# 加斗駅
加斗駅（かとえき）は、福井県小浜市加斗にある、西日本旅客鉄道（JR西日本）小浜線の駅である。

## 歴史
- 1921年（大正10年）4月3日：官設鉄道（後に日本国有鉄道）小浜線の小浜駅 - 若狭高浜駅間延伸により開業[1][2][3]。旅客および貨物の取扱を開始（一般駅）[4]。
- 1961年（昭和36年）3月1日：貨物の取扱を廃止（旅客駅）[4]。
- 1973年（昭和48年）3月15日：荷物扱い廃止[5]。無人化[6][7][8]。列車交換設備撤去。
- 1987年（昭和62年）4月1日：国鉄分割民営化により、西日本旅客鉄道の駅となる[6]。
- 1995年（平成7年）：駅前にあった理髪店が駅舎内に移り[9]、切符販売・清掃などの管理業務も店主夫妻が担い、簡易委託駅となる[7][10]。店主夫妻は無人駅時代からボランティアとして駅舎の清掃を続けた[11]。
- 時期未定：簡易委託を廃止し、無人駅化（予定）[12]。

## 駅構造
北側に単式ホーム1面1線を持つ地上駅（停留所）。金沢支社管理。厳密には無人駅であるが、駅舎の旧事務室だった場所には理髪店が入居しており、入口にはサインポールも設置されている。店主による乗車券の販売も行っているため、簡易委託駅の扱いを受ける。経営者夫婦の高齢化により、理髪店は2016年（平成28年）時点で完全予約制となっており、2018年（平成30年）に経営者の男性が死去し、以降は女性1人で運営している。また、JR西日本金沢支社は、2030年度（令和12年度）までに委託業務を廃止し無人化する方針としている（実施時期は未定）。
なお、かつてホームは島式で1面2線（列車交換可能）で運用していたが、駅舎側の線路が撤去され1面1線の運用となっている。使わなくなったホームの線路と砂利が撤去され、経営者夫婦によりコスモスの花壇に変えた。

## 利用状況
JR西日本の移動等円滑化取組報告書によると、2023年（令和5年）度の1日平均乗降人員は112人である。
「福井県統計年鑑」によれば、近年の1日平均乗車人員は以下の通り。
| 年度               | 定期外 | 定期 | 総数 |
| ------------------ | ------ | ---- | ---- |
| 1997年（平成09年） | 10     | 158  | 168  |
| 1998年（平成10年） | 9      | 146  | 155  |
| 1999年（平成11年） | 8      | 136  | 144  |
| 2000年（平成12年） | 6      | 136  | 142  |
| 2001年（平成13年） | 6      | 124  | 130  |
| 2002年（平成14年） | 19     | 117  | 136  |
| 2003年（平成15年） | 17     | 106  | 123  |
| 2004年（平成16年） | 12     | 101  | 113  |
| 2005年（平成17年） | 14     | 95   | 109  |
| 2006年（平成18年） | 14     | 88   | 102  |
| 2007年（平成19年） | 12     | 84   | 96   |
| 2008年（平成20年） | 12     | 75   | 87   |
| 2009年（平成21年） | 11     | 70   | 81   |
| 2010年（平成22年） | 10     | 72   | 82   |
| 2011年（平成23年） | 9      | 70   | 79   |
| 2012年（平成24年） | 9      | 72   | 81   |
| 2013年（平成25年） | 8      | 72   | 80   |
| 2014年（平成26年） | 7      | 65   | 72   |
| 2015年（平成27年） | 7      | 72   | 79   |
| 2016年（平成28年） | 7      | 69   | 76   |
| 2017年（平成29年） | 5      | 68   | 73   |
| 2018年（平成30年） | 4      | 66   | 70   |
| 2019年（令和元年） | 4      | 58   | 62   |

## 駅周辺
駅付近は田園風景となっている。駅前を福井県道148号線が通り、そこから北へ進むと国道27号を経て、福井県道235号線に至る。加斗海岸はそこから更に北へ進んだ所にあるが、駅からはやや離れている。駅から南へ進むと舞鶴若狭自動車道を経て、若狭西部広域農道に至る。
- 若狭鯉川シーサイドパーク[2]
- 大飯生コン
- 加斗郵便局
- 岡津製塩遺跡[17]
- 若狭マリンプラザ - リゾートホテル
- 天理教加斗濱分教会
- 舞鶴若狭自動車道小浜西IC
- 舞鶴若狭自動車道加斗PA
- 国道27号
- 福井県道148号加斗停車場線
- 福井県道235号加斗袖崎住吉線
- 若狭西部広域農道
- あいあいバス「岡津生活改善センター前」停留所
- 本所川

## 隣の駅
西日本旅客鉄道（JR西日本）
■小浜線
勢浜駅 - 加斗駅 - 若狭本郷駅